# ブロモホルム

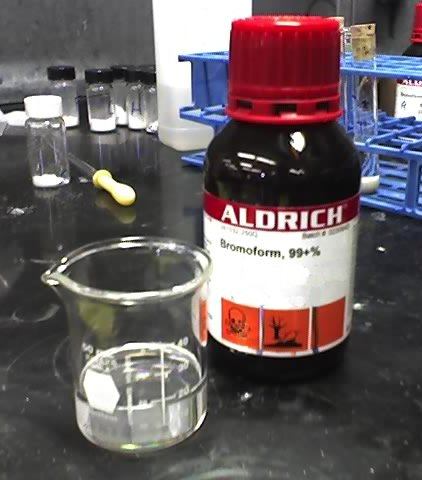
隣のビーカーに一部が入ったブロモホルムのボトル

ブロモホルム（Bromoform、CHBr 3 ）は、臭素化有機溶媒である。室温で無色の液体であり、屈折率が高い。密度が非常に高く、甘い香りはクロロホルムに似ている。他名称にトリブロモメタン。トリハロメタンの1成分。 消毒副生成物の1つ。

## 構造
この分子はC3v対称性を持つ四面体形分子構造を取る。

## 合成
ブロモホルムは、クロラールからクロロホルムを調製するのと同様に、w:ブロマールと水酸化カリウムの混合物を蒸留したレーヴィッヒによって1832年に発見された。
ブロモホルムは、アセトンと次亜臭素酸ナトリウムを使用するハロホルム反応、エタノール中での臭化カリウムの電気分解、またはクロロホルムを臭化アルミニウムで処理することによって調製できる。

## 用途
現在、米国で工業的に生産されているブロモホルムは少量のみである。 かつては溶媒、鎮静剤、難燃剤として使用されていたが、現在では主に抽出溶媒などの実験用試薬として使用されている。
ブロモホルムは医療用途もあり; 重度の喘息症例の治療には、エピネフリンの代わりにブロモホルムの注射が使用されることもある。
ブロモホルムは密度が高いため、密度による鉱物の分離に役立つ。2つのサンプルをブロモホルムと混合して沈降させると、上層にはブロモホルムよりも密度の低いミネラルが含まれ、下層にはより密度の高いミネラルが含まれる。 わずかに密度が低い鉱物は、ブロモホルムを少量の密度が低く混和性の溶媒と混合することによって、同じ方法で分離できる。
ブロモホルムはメタン生成の阻害剤として知られており、海藻の一般的な成分である。 CSIROとそのスピンオフであるw:FutureFeedによる研究を受けて、いくつかの企業が現在、反芻動物からのメタン排出を削減するための家畜の飼料添加物として使用するために、海藻、特にAsparagopsis(読み: アスパラゴプシス, 和名: カギケノリ)属の海藻を栽培している。

## 環境と毒物学
海洋中の植物プランクトンや海藻によるブロモホルムの自然生成が、環境における主なブロモホルム発生源であると考えられている。しかしながら、細菌を殺すために飲料水に塩素を添加すると、トリハロメタンとして知られる消毒副生成物として、局所的に大量のブロモホルムが環境中に流入する。それは水にある程度溶け、空気中に容易に蒸発する。ブロモホルムは、海辺の海水プールで生成される主なトリハロメタンで、その濃度は1.2ppm (100万分の1) にもなる。淡水プールの濃度は1000分の1である。職業上の皮膚暴露限度は0.5ppmに設定されている。
この物質は環境に有害な可能性があるため、水生生物には特別な注意を払う必要がある。ブロモホルムの揮発性と環境残留性により、ブロモホルムを液体または蒸気として放出することは強く推奨できない。
ブロモホルムは吸入および皮膚を通じて体内に吸収される。本物質は気道、目、皮膚を刺激し、中枢神経系や肝臓に影響を与え、機能障害を引き起こすことがある。そのLD50はマウスで7.2mmol/kg、または1.8g/kgである。国際がん研究機関 (IARC) は、ブロモホルムはヒトの発がん性に関して分類できないと結論付けた。EPAはブロモホルムをヒト発がん性物質の可能性があると分類した。